# Bioom (Yasser Ballemans)
Bioom is een artistiek kunstwerk in Amsterdam-Zuidoost. Het is toegepaste kunst.
Kunstenaar Yasser Ballemans liet zich voor dit beeld van staal, hout en verlichting inspireren door het mangrovebos, waarbij de boven de grond staande boom ook wortels heeft die deels boven de grond komen. Bioom staat voor de internationaal georiënteerde wijkbewoner die om zich heen kijkt, maar geworteld is in de wijk. De wortels van de installatie kunnen door kinderen gebruikt worden voor kruipen, hangen, zitten en klimmen. De zijtakken van de boom zijn landingsplaatsen voor eventuele gierzwaluwen, waarvoor bovenin enkele vogelkastjes zijn gemonteerd.
Het beeld staat op de plaats waar de gesloopte parkeergarage van flat Huigenbos stond, daar waar het Abcouderpad en het Bullewijkpad elkaar kruisen. Het werd op 11 oktober 2019 onthuld door vertegenwoordigers van de gemeente/stadsdeel en het CBK Zuidoost (Centrum Beeldende Kunst).   
's Avonds wordt het beeld constant verlicht, maar met wisselende kleuren, zodat steeds een nieuw beeld ontstaat.